# Hildegart Rodríguez Carballeira
Hildegart Rodríguez Carballeira (Madrid, 9 de desembre de 1914 - Madrid, 9 de juny de 1933) va ser una xiqueta prodigi, concebuda per sa mare com a model de dona del futur. Als tres anys ja escrivia, i als vuit parlava sis idiomes. Va acabar els estudis de Dret als disset anys i va ser una membre molt activa del PSOE i després del Partit Federal. Quan començava a ser coneguda internacionalment i davant l'intent d'allunyar-se del projecte vital que li tenia reservat, sa mare, mentre dormia, li va tirar quatre trets i la va matar.

## Infantesa
Hildegart va ser concebuda a Ferrol per la socialista Aurora Rodríguez Carballeira i un pare biològic triat per ella només per a aquest fi. En quedar-se embarassada es va mudar a Madrid, on va nàixer Hildegart un 9 de desembre al número 3 del carrer Juanelo. Entre el conjunt peculiar d'idees de sa mare es trobava la convicció que els xiquets no havien de ser inscrits mai en el registre. Finalment sí que ho va fer (en data tan avançada com el 29 d'abril, després de batejar-la el 23 de març, malgrat ser atea militant).
En la seua partida de naixement consta com Hildegart Leocadia Georgina Hermenegilda Maria del Pilar Rodríguez Carballeira, si bé només va usar el primer nom. Sa mare sempre va dir que Hildegart significava "Jardí de Saviesa" en alemany, però aquesta afirmació no està justificada, perquè realment el nom significa verge heroica, que ajuda en la batalla, però amb una grafia incorrecta). Fins als quatre anys va ser visitada per son pare, fins que Aurora va començar a sospitar de la seua influència i li ho va prohibir.

## Activista
Des de molt jove va començar a treballar activament en el PSOE i en la UGT, tenint un ampli suport entre les bases, tot i que la cúpula la mirava amb recel i intentava minimitzar la seua presència pública. La publicació l'any 1932 d'una carta en el periòdic La Libertad, en la qual criticava durament una possible aliança del PSOE amb un candidat reaccionari, va provocar la seua expulsió. Després d'açò es va convertir en membre del Partit Republicà Federal i una fervent crítica dels "socialenchufistas".

## La revolució sexual
Hildegart va ser una de les persones més actives del seu temps en el moviment per la reforma sexual a Espanya, i va estar connectada amb l'avantguarda europea en aqueix tema, tenint correspondència amb Havelock Ellis, de qui era traductora. En fundar-se la Lliga Espanyola per la Reforma Sexual presidida pel doctor Gregorio Marañón hi va ser designada secretària sense vacil·lacions. Va publicar múltiples textos, entre ells la monografia La Revolució Sexual que va vendre 8.000 exemplars, només a Madrid, en la primera setmana després de la seua publicació. Va mantenir una extensa correspondència amb personalitats europees de l'època, entre elles amb H. G. Wells, a qui va acompanyar extensament quan va visitar Madrid. Justament la pretensió de Wells d'endur-se Hildegart a Londres com a secretària, amb la intenció afegida que se separara de sa mare i desenvolupara el seu potencial, va donar lloc a les visions paranoiques sobre conspiracions que Aurora veia al seu voltant.

## El final
Tot i que en el seu temps van aparèixer diferents teories, entre elles una suposada relació sentimental amb Abel Vilella, la qual cosa sembla bastant probable i coincideix amb el relat de sa mare, el fet és que el deteriorament de la relació entre ambdues era profund, principalment pel progrés de la paranoia de sa mare. Hildegart va intentar diverses vegades separar-se d'ella, a la qual cosa sa mare responia amb amenaces de suïcidi. Quan va veure que la seua família se separava del seu projecte va decidir destruir-la: "L'escultor, després de descobrir la més lleugera imperfecció a la seua obra, la destrueix". A la nit, mentre Hildegart dormia, li va disparar tres trets en el cap i un en el cor.

## Obres inspirades en la seua vida

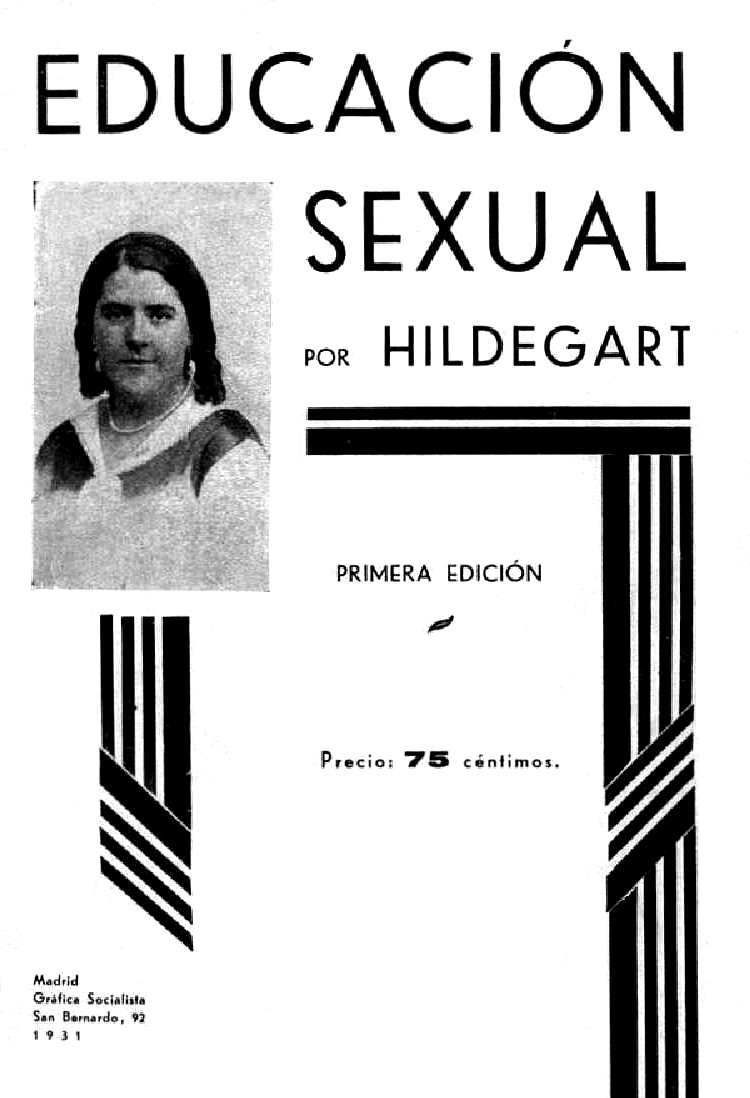
Educación Sexual per Hildegart. 1931.

### Novel·la
- Aurora de sangre (Vida y muerte de Hildegart) Eduardo De Guzmán 1972 Editorial Mundo Actual.
- La virgen roja Fernando Arrabal, Barcelona, Seix Barral, 1987.

### Cinema
- Mi hija Hildegart (Fernando Fernán Gómez, 1977)

## Obres
- La rebeldía sexual de la juventud Madrid: Javier Morata 1931. Reeditat amb pròleg d'Eduardo de Guzmán. Editorial Anagrama, Barcelona, 1977. 262 pp. ISBN 84-339-1302-6
- Profilaxis Anticoncepcional, València 1931
- Malthusimo y neomalthusismo, Madrid 1932
- ¿Se equivocó Marx?, Madrid, Edición Novela Proletaria, 1932
- ¿Quo vadis, burguesía?, Madrid, Edición Novela Proletaria, 1932
- El problema sexual tratado por una mujer española Madrid, Ediciones Morata, 1977 258 PP. ISBN 84-7112-057-7
- Métodos para evitar el embarazo. (Maternidad voluntaria) Zaragoza, Guara, 1978 128 p. ISBN 84-85303-04-0 Exhaurit